# 王耀伦
王耀伦（1917年—2005年5月9日），男，苗族，贵州台江人，中华人民共和国政治人物，曾任贵州省人大常委会副主任，第二、三、七届全国人大代表，第五、六届全国政协委员。